# Ranunculus macranthus
Ranunculus macranthus är en ranunkelväxtart som beskrevs av Scheele. Ranunculus macranthus ingår i släktet ranunkler, och familjen ranunkelväxter. Inga underarter finns listade i Catalogue of Life.